# Clepsis moeschleriana
Clepsis moeschleriana es una especie de polilla del género Clepsis, categorizada en la tribu Archipini, de la subfamilia Tortricinae.

## Distribución
Se distribuye por Canadá.

## Taxonomía
Fue descrita por Wocke en 1862 y publicada en (Tortrix), Stettin. ent. Ztg. 23: 45.